# Wildkarspitze (bergstopp i Österrike, Salzburg)
Wildkarspitze är en bergstopp i Österrike.   Den ligger i distriktet Zell am See och förbundslandet Salzburg, i den centrala delen av landet, 300 km väster om huvudstaden Wien. Toppen på Wildkarspitze är 2 612 meter över havet.
Terrängen runt Wildkarspitze är bergig åt sydost, men åt nordväst är den kuperad. Runt Wildkarspitze är det ganska glesbefolkat, med 34 invånare per kvadratkilometer.. Närmaste större samhälle är Neukirchen am Großvenediger, 13,1 km nordost om Wildkarspitze. 
Trakten runt Wildkarspitze består i huvudsak av gräsmarker.